# 沈能虎
沈能虎，字子梅，号怀景、轶侪，浙江海盐人。曾从李鸿章攻捻军，官直隶通永道。1886年李鸿章札委其为招商局的会办。1897年被盛宣怀排挤出招商局，1902袁世凯又重新任命沈能虎为会办。1909年招商局奉旨由邮传部管辖，沈能虎充当副坐办，专办漕务。